# Frank Goyke
Frank Goyke, né le 24 novembre 1961 à Rostock, en Allemagne de l'Est, est un écrivain et dramaturge allemand, auteur de roman policier.

## Biographie
Alors qu'il fait son service militaire, il amorce sa carrière d'écrivain en publiant ses premiers textes dans des magazines littéraires. De 1983 à 1988, il étudie le théâtre à Leipzig. De 1991 à 1996, il devient dramaturge et directeur de théâtre à Berlin, puis dirige la collection de littérature policière « Berlin Crime » chez l'éditeur Schwarzkopf & Schwarzkopf Verlag dans laquelle il publie ses propres romans.
En 1992, avec Le Petit Parisien (Der kleine Pariser), il commence une série consacrée aux enquêtes du commissaire Dietrich Kölling, assisté par le jeune inspecteur stagiaire Becker. Huit autres romans complètent cette série. Selon Claude Mesplède, « grâce à cette série, Frank Goyke s'est affirmé comme l'un des romanciers majeurs du polar allemand contemporain ».
Sous le pseudonyme de Hans van Gulden, il fait paraître une série policière ayant pour héros Martin Roth un écrivain américain juif et homosexuel, installé à Berlin, contraint par les circonstances à jouer les détectives privés.
Frank Goyke, qui a également publié des anthologies de littérature homosexuelle, est aussi l'auteur de romans policiers historiques.

## Œuvre

### Romans

#### SérieDietrich Kölling
- Der kleine Pariser (1992) Publié en français sous le titre Le Petit Parisien, Paris, Fleuve noir, coll. « Les Noirs » no 16 (1996)  (ISBN 2-265-05687-1)
- Grüße vom Boss (1992) Publié en français sous le titre Salutations du boss, Paris, Fleuve noir, coll. « Les Noirs » no 66 (1999)  (ISBN 2-265-05722-3)
- Schneller, höher, weiter (1993)
- Ruf doch mal an (1994) Publié en français sous le titre Mortelle Déviance, Paris, Fleuve noir, coll. « Les Noirs » no 29 (1997)  (ISBN 2-265-05721-5)
- Tegeler Trauerspiel (1994) Publié en français sous le titre Vol au-dessus d'un nid de ripoux, Paris, Fleuve noir, coll. « Les Noirs » no 46 (1998)  (ISBN 2-265-05723-1)
- Dummer Junge, toter Junge (1995) Publié en français sous le titre Mauvais Garçon, garçon mort, Paris, Fleuve noir, coll. « Les Noirs » no 52 (1998)  (ISBN 2-265-06500-5)
- Hexentanz (1997)
- Höllenangst (2002)
- Muttermord (2006)

#### SérieMartin Roth, signée Hans Van Gulden
- Schöne Bürger (1993)
- Amok und Koma (1993)
- Mazze und Mensur (1998)

#### SérieHanse
- Balthazar Vrocklage ist verschwunden (2001)
- Lüneburger Totentanz (2003)
- Tödliche Überfahrt (2003)
- Der falsche Abt (2004)
- Der Geselle des Knochenhauers (2005)
- Hexenfeuer (2006)

#### SérieTheodor Fontane
- Altweibersommer. Theodor Fontanes erster Fall (2008)
- Schneegestöber. Theodor Fontane und der Brudermord (2009)
- Nachsaison. Fontane und die Bettler von Neapel (2010)
- Hundstage. Theodor Fontane und der Tote im Walzwerk (2013)

#### Série baltes
- Mörder im Zug (2011)
- Mörder im Gespensterwald (2012)
- Mörder im Chat (2014)
- Doppelmord. Fritz Reuters erster Fall (2015)

#### Autres romans
- Knaben Liebe (1995)
- Felix, mon amour (1996)
- Daniels Strafe (1996)
- Eine böse Überraschung. 24 Autoren für 24 Tage (1998)
- Getreu bis in den Tod (2000)
- Heldenschlacht (2001)
- Fersengeld. Die Hübschlerin und der Tod des Kaufmanns (2004)

### Nouvelles
- Der Wachmann und das Mädchen (1997)
- Wut und Zärtlichkeit des Meeres (2000)
- Geburt und Sterben im Tierreich (2001)
- Happy Birthday (2002)
- Das Yu Men Gu An von Ottendorf (2003)

### Pièces de théâtre
- Crashkids
- Kids & Sex & Drug ’n’ Roll
- Unternehmen Green War

### Monographies
- (avec Andreas Sinakowski) Jetzt wohin? Deutsche Literatur im deutschen Exil. Gespräche und Texte. UVB Ackerstraße, Berlin 1990,  (ISBN 3-86172-001-9).
- (avec Andreas Sinakowski) Das Verhör. Basisdruck, Berlin 1991,  (ISBN 3-86163-018-4) (= Basis-Druck-Zeitgeschichten, Band 3).
- Al Bundy. „Eine schrecklich nette Familie“. Das große Buch für Fans. Schwarzkopf und Schwarzkopf, Berlin 1997,  (ISBN 3-89602-118-4).
- (avec Andreas Schmidt) Horst Schimanski. „Tatort“ mit Götz George. Das große Buch für Fans. Schwarzkopf & Schwarzkopf, Berlin 1997,  (ISBN 3-89602-131-1).
- (avec Andreas Schmidt) Der Oscar Wilde von Schwerin. Die Chronik der Pornoaffäre Sebastian Bleisch. Schwarzkopf & Schwarzkopf, Berlin 1998,  (ISBN 3-89602-145-1).
- Klarkommen mit dem Einkommen. Private Haushalts- und Kreditplanung. Orell Füssli, Zürich 2000,  (ISBN 3-280-02646-6).
- Das Lexikon rund ums Geld. Was die Welt im Innersten zusammenhält – ein universelles und allgemeinverständliches Nachschlagewerk. Schwarzkopf & Schwarzkopf, Berlin 2001,  (ISBN 3-89602-288-1).
- (avec Markus Karg) Die Ärzte: Ein überdimensionales Meerschwein frisst die Erde auf. Die Biografie der besten Band der Welt. Schwarzkopf & Schwarzkopf, Berlin 2001,  (ISBN 3-89602-369-1).
- Geld – und wie man sich davon trennt. EVA, Hamburg 2002,  (ISBN 3-434-50535-0).
- (avec Christian Graf) Didi Zill: Neue Deutsche Welle. Fotografien aus den achtziger Jahren. Schwarzkopf & Schwarzkopf, Berlin 2003,  (ISBN 3-89602-405-1).

## Sources
: document utilisé comme source pour la rédaction de cet article.
- Claude Mesplède (dir.), Dictionnaire des littératures policières, vol. 1 : A - I, Nantes, Joseph K, coll. « Temps noir », 2007, 1054 p. (ISBN 978-2-910-68644-4, OCLC 315873251), p. 868-869